# Marañón
Marañón (španělsky Río Marañón [ˈri.o maɾaˈɲon]IPA) je řeka v Peru. Je levou zdrojnicí Amazonky. Je dlouhá 1730 km a její povodí má rozlohu 382 887 km². V dřívějších dobách bylo jméno Marañón používáno nejen pro zde zmiňovanou řeku, ale i pro celý tok Amazonky od jejího soutoku s Marañónem.

## Průběh toku
Pramení na východních svazích Západní Kordillery v Peru asi 160 km severovýchodně od hl. města Limy v nadmořské výšce 4840 m nedaleko jezera Lauricocha jímž také protéká. Dále teče na sever v hluboké propadlině rovnoběžně s pobřežím Tichého oceánu. Pak se otáčí na východ a protíná hřeben And. Přitom vytváří 27 tzv. pongo, což jsou skalnaté hluboké soutěsky s místy téměř převislými stěnami. Poté opouští hory a vtéká do Amazonské nížiny. Zde se asi 60 km od města Iquitos stéká s řekou Ucayali a vytváří Amazonku. U soutoku je řeka asi jeden kilometr široká a průměrný průtok v tomto místě činí 16 700 m³/s.

### Přítoky
Morona, Pastaza, Huallaga, Tigre